# Eusaproecius optatus
Eusaproecius optatus är en skalbaggsart som beskrevs av Louis Albert Péringuey 1901. Eusaproecius optatus ingår i släktet Eusaproecius och familjen bladhorningar. Inga underarter finns listade i Catalogue of Life.